# Hècate
Segons la mitologia grega, Hècate (en grec antic Ἑκάτη; en llatí, Hĕcătē) va ser una deessa lunar, filla de Perseis i d'Astèria, segons ho explica Hesíode. Per tant, seria descendent directa de la generació dels Titans i no estaria emparentada directament amb els Olímpics, però Zeus li va conservar els privilegis que tenia.
Provinent de Tràcia, no fou objecte de culte públic entre els grecs, que tendien a confondre-la amb Selene i Àrtemis, però també amb Persèfone, ja que els antics imaginaven que quan la lluna no es veia en el cel era perquè s'amagava sota terra. Sovint era representada amb tres cossos junts, que figuraven la lluna nova, la lluna plena i la mitja lluna, o bé amb tres caps. Anava acompanyada d'Empusa, a la que de vegades es considerava filla seva.
Tenia per missió difondre la benevolència entre els homes i els concedia les gràcies que li demanaven, sobretot la prosperitat material, l'eloqüència a les assemblees polítiques, la victòria a les batalles i als jocs. Proveïa d'abundants preses els pescadors, però feia créixer o feia minvar les collites i el bestiar segons li semblava. Els seus beneficis es podien rebre en qualsevol lloc, i no estaven limitats, com passava amb altres divinitats. Tenia la invocació de «deessa nodridora» de la joventut, títol que compartia amb Apol·lo i Àrtemis.
En èpoques posteriors, Hècate va ser la divinitat que presidia els encanteris i la màgia, i estava vinculada al món de les ombres. Es feia present als mags i a les bruixes amb una torxa a cada mà, i prenia la forma de diversos animals: una euga, una lloba, una gossa, i d'altres. Li atribueixen la invenció de la bruixeria, i la relacionen amb la família d'Eetes i Medea, considerats fetillers. Les tradicions tardanes diuen que Hècate era mare de Circe, i Circe és la tia de Medea. Fins i tot de vegades es considera la seva mare.
Hècate presideix les cruïlles, llocs relacionats tradicionalment amb la màgia. La mitologia també ens parla de vegades d'Hècate com a una de les deesses menys conegudes, la filla menor de Zeus. Era la deessa de la lluna, i a l'Hades gaudia de gran autoritat, ja que era coneguda com a la reina invencible. També presidia les cerimònies d'expiació i purificació de les ombres, a les quals es permetia que arreglaren les males accions fetes en la vida passada. Ferea (φεραία, pheraea) era un dels molts sobrenoms d'Hècate.